# 葉國華 (香港政治人物)
葉國華（英語：Paul Yip，1943年（81—82歲）），又名葉允鴻，是香港政策研究所創辦人及主席、保華基金會主席、中國西安交通大學名譽教授、中國社會科學院研究生院名譽教授及山東青年政治學院名譽教授。

## 背景
葉國華生於香港，祖籍廣東省揭陽縣，早年就讀深水埗開明小學及香島中學（1959年中六）。16歲中學畢業後獲中學母校辦學團體安排轉到信修中學小學部任教中文，繼而入讀香港浸會學院中文系，副修歷史但肄業。未幾於慈雲山德致英文書院任教至1974年，後來因為私校能給予的薪金水平不高而決定經商。此前曾經參與六七暴動引發的「中華中學事件」。在從商期間，葉國華經營膠袋工廠生意，又設立經緯顧問公司。
葉國華曾參與社會的事務與公職包括：1980年代參與港澳辦公室關於香港回歸的專題研究，之後擔任中央人民政府香港事務顧問、香港特別行政區籌備委員會委員及推選委員會委員，並由1997年7月1日至2002年6月30日出任香港特別行政區行政長官特別顧問，專責台灣及香港各界政治聯繫。葉國華直至2017年12月曾擔任香港基本法基金會主席。他還是香港中華文化發展聯合會有限公司董事長、中華人民共和國香港特別行政區全國人民代表大會代表選舉會議成員。
此外，葉國華是香港保華生活教育集團有限公司主席、中國教育發展投資管理有限公司主席、香港耀華國際教育機構主席、耀華教育管理有限公司主席、香港運科集團主席以及耀中教育機構董事、耀中幼教學院校董會成員。曾於香港電台節目《國安法事件簿》第1集任嘉賓。

## 書籍作品
- 《五十年後 - 葉國華評說中國國情》中華書局（香港）出版，ISBN 9789628930524
- 《見微思著 - 葉國華評說中國國情》中華書局（香港）出版，ISBN 9789628930531
- 《新香港人 - 葉國華評說中國國情》中華書局（香港）出版，ISBN 9789628930753
- 《熱鬧中國》                     中華書局（香港）出版，ISBN 9789628931545
- 《中國之路：我們做對了甚麼？》

## 電視節目
- 2009年，有線電視  《細訴六十年》

## 外部連結
- 中和位育｜葉國華教授網站 （页面存档备份，存于）